# Charbonnières-les-Sapins
Charbonnières-les-Sapins is een plaats en voormalige gemeente in het Franse departement Doubs in de regio Bourgogne-Franche-Comté. 

## Geschiedenis
Tot 1 januari 2017 was Charbonnières-les-Sapins een zelfdstandige gemeente, toen het werd opgenomen in de aangrenzende gemeente Étalans. De plaats werd hierbij overgeheveld van het arrondissement Besançon naar het arrondissement Pontarlier.

## Geografie
De oppervlakte van Charbonnières-les-Sapins bedraagt 9,0 km², de bevolkingsdichtheid is 17,7 inwoners per km².
De onderstaande kaart toont de ligging van Charbonnières-les-Sapins met de belangrijkste infrastructuur en aangrenzende gemeenten.

## Demografie
Onderstaande figuur toont het verloop van het inwonertal (bron: INSEE-tellingen).